# Amado Azar
Amado Azar, född 31 december 1913 i Córdoba, död 1971, var en argentinsk boxare.
Azar blev olympisk silvermedaljör i mellanvikt i boxning vid sommarspelen 1932 i Los Angeles.